# Pekka Ahtiala
Kaarlo Pekka Ahtiala, född 12 juni 1935 i Helsingfors, är en finländsk nationalekonom.
Ahtiala avlade Ph.D.-examen 1964 och var 1968–1999 professor i nationalekonomi vid Tammerfors universitet. Han har verkat som rådgivare för centralbanker i flera länder och varit gästprofessor vid flera utländska universitet. Hans forskning omspänner ekonomisk politik, bankväsendet, betalningsbalans och valutakurser.
Bland Ahtialas arbeten märks The adjustment mechanism of the financial system (1963) och Suomen valtion henkilökuljetuksista ja satunnaisista tavarankuljetuksista (1967). 
År 1986 utnämndes han till ledamot av Finska Vetenskapsakademien.

## Utmärkelser
- Kommendörstecknet av Finlands Lejons orden[2]
- Minnesmedalj för deltagande i 1941-1945 års krig[2]

[Redigera Wikidata]